# Graeme Jose
Graeme David Jose (* 21. November 1951 in Whyalla; † 23. Juni 1973 in Feldkirch, Österreich) war ein australischer Radrennfahrer und nationaler Meister im Radsport.

## Sportliche Laufbahn
Jose war Teilnehmer der Olympischen Sommerspiele 1972 in München. Im olympischen Straßenrennen wurde er beim Sieg von Hennie Kuiper 29. des Rennens. Im Mannschaftszeitfahren wurde Jose gemeinsam mit Donald Allan, Clyde Sefton und John Trevorrow als 17. klassiert.
Die nationale Meisterschaft im Straßenrennen der Amateure gewann er 1972 vor Donald Allan. Er startete für den Verein Whyalla CC.
1973 bestritt er die Internationale Friedensfahrt und beendete das Etappenrennen auf dem 44. Rang der Gesamtwertung. Er starb wenige Tage nach einem Sturz in der Österreich-Rundfahrt.